# Ильковка
Ильковка (укр. Ільківка) — село в Винницком районе Винницкой области Украины.
Код КОАТУУ — 0520682203. Население по переписи 2001 года составляет 456 человек. Почтовый индекс — 23231. Телефонный код — 432.
Занимает площадь 0,378 км².
В селе действует храм Святителя Николая Чудотворца Винницкого районного благочиния Винницкой епархии Украинской православной церкви.
На территории села в русле р. Ривец находится объект природно-заповедного фонда — гидрологический заказник местного значения Ильковский Пруд.

## Адрес местного совета
23231, Винницкая область, Винницкий р-н, с. Ильковка, ул. Ленина